# 拉沙佩勒格拉尤斯
拉沙佩勒格拉尤斯（法語：Lachapelle-Graillouse，法語發音：[laʃapɛl ɡʁajuz]）是法国阿尔代什省的一个市镇，属于拉让蒂耶尔区。

## 地理
拉沙佩勒格拉尤斯（44°48'45"N, 4°1'12"E）面积20.48 平方千米，位于法国奥弗涅-罗讷-阿尔卑斯大区阿尔代什省，该省份为法国东南部内陆省份，北起顺时针与卢瓦尔省、伊泽尔省、德龙省、沃克吕兹省、加尔省、洛泽尔省和上盧瓦爾省接壤。
与拉沙佩勒格拉尤斯接壤的市镇（或旧市镇、城区）包括：库库龙、伊桑拉、伊萨莱斯、勒拉克迪萨莱斯、圣西尔格昂蒙塔涅、拉法尔。

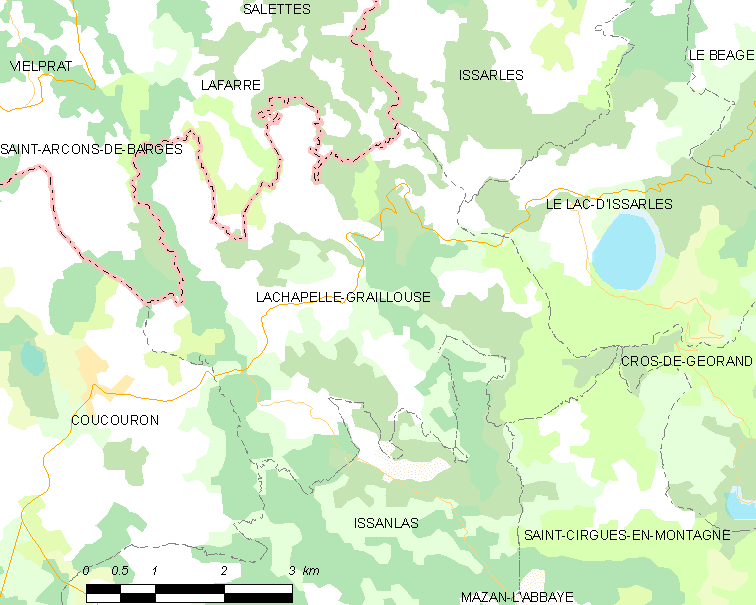
拉沙佩勒格拉尤斯的OSM定位图

拉沙佩勒格拉尤斯的时区为UTC+01:00、UTC+02:00（夏令时）。

## 行政
拉沙佩勒格拉尤斯的邮政编码为07470，INSEE市镇编码为07121。

## 政治
拉沙佩勒格拉尤斯所属的省级选区为上阿尔代什县。

## 人口

1962-2008年间拉沙佩勒格拉尤斯人口变化图示

拉沙佩勒格拉尤斯于2022年1月1日时的人口数量为188人。